# 최민규
최민규(1992년 8월 31일~)는 대한민국의 카누 선수로, 2016년 하계 올림픽에 참가했다.